# Időutazás
Az időutazás az a tudományos elmélet, miszerint a téridőben nemcsak térben, hanem időben is lehetséges utazni. Ez a tudomány mai állása szerint különféle paradoxonokhoz vezet (lásd például: időparadoxon), amit az elmélet kutatói igyekszenek kiküszöbölni, ellenzői pedig bizonyítékként hoznak fel.

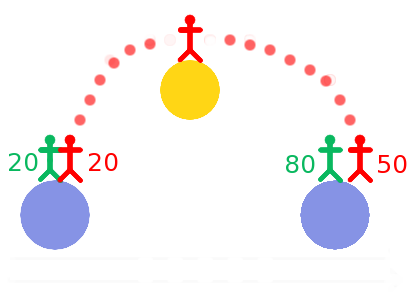
Az ikerparadoxon bemutatása (példa): Mivel nagyobb sebességen (jelen esetben a fénysebesség felénél) az idő viszonylagosan (felére) lelassul, ha az ikerpár egyik fele (pirossal jelölve) egy űrutazásról (60 év időtartammal a földön) visszatér, akkor a testvérénél valóban fiatalabb lehet (30 évvel)

## Tudományos kutatásának története
1949-ben Albert Einsteint egy felfedezés foglalkoztatta, amit közeli munkatársa és barátja, Kurt Gödel bécsi matematikus tett, szintén a princetoni Institute for Advanced Study intézetben, ahol Einstein is dolgozott. Gödel az Einstein-egyenletek egy nyugtalanító megoldására bukkant, amely megengedte az időutazás bizonyos formáit. Gödel azt feltételezte, hogy az Univerzum lassan forgó gázzal vagy porral van tele. Kimutatta, hogy a por és a gáz ugyanolyan eloszlása mellett az Einstein-egyenleteknek két megoldásuk is lehetséges. Ez megsérti a Mach-elvet, és azt jelenti, hogy a Mach-elvnek rejtett előfeltételei vannak.
Gödel megoldását nem lehetett őrült ötletként elvetni, mivel Einstein eredeti mezőegyenleteit alkalmazta, és azokban találta meg azt a szokatlan megoldást, amiben az idő képes körvonallá hajolni. Ezzel Gödel megtalálta az első „zárt, időszerű görbét” (“closed timelike curve” CTC) az általános relativitáselméletben.
Einstein kitérő válaszokra kényszerült, és azzal vetette el a megoldást, hogy az nem felel meg a kísérleti adatoknak.
1963-ban Ezra Newman, Theodore Unti és Louis Tamburino az Einstein-egyenletek újabb megoldását fedezte fel. Az ő megoldásukban az univerzum egy tipikus fekete lyukra hasonlít. A Gödel-féle megoldáshoz hasonlóan az övéké is megengedte az időhurkokat és az időutazást.
„1988-ban Kip Thorne, a California  Institute of Technology fizikusa és társai azt a meghökkentő (és merész) állítást tették, hogy az időutazás nemcsak hogy lehetséges, hanem igen valószínű is, bizonyos feltételek teljesülése mellett. Eredményeiket nem egy homályos, periférikus lapban, hanem a nagy presztízsű Physical Review Lettersben tették közzé. Ez volt az első alkalom, amikor nem rögeszmés kóklerek, hanem tekintélyes fizikusok tudományos megalapozottsággal foglalkoztak egy olyan állítással, amely szerint az idő folyása megváltoztatható. Bejelentésük alapját az az egyszerű megfigyelés képezte, hogy a féregjáratok két olyan tartományt is összeköthetnek, amelyek különböző időben léteznek. Így a féregjáratok képesek a jelen és a múlt összekötésére is.” Megjegyzendő, hogy a féregjárat időkapuként való működtetéséhez olyan hatalmas energiák szükségesek, amik műszakilag az emberi civilizáció töretlen fejlődése esetén is leghamarabb több száz év múlva válhatnak elérhetővé.

### Felvetett problémák

#### Időparadoxon
Az időparadoxon lényege, hogy a múltba való visszautazás alatt az időutazó miatt olyan változások történnek a múltban, hogy az ismert jelen nem jöhetne létre. Egyik példája az, amikor valaki visszamegy a múltba, és ott valamilyen tevékenységgel, véletlenül azt idézi elő, hogy ő maga később nem tud megszületni. Mivel meg sem születik, ezért nem tud visszamenni a múltba, hogy megakadályozza saját megszületését, tehát mégis megszületik, hogy visszamehessen megakadályozni saját megszületését, stb. Másik lehetséges példa szerint az időutazó a múltban megöl egy, a történelemben fontos személyt (pl. megöli a gyermek Napóleont), vagy visszaviszi egy fontos, de akkor még nem létező találmány tervét a múltba, és ezzel megváltoztatja a történelem teljes menetét.
Tágabb értelemben az időutazás lehetősége magában foglalja, hogy a múlt ellenőrizhetetlen módon megváltozhat, a történelem gyakorlatilag nem létezik.

#### Ikerparadoxon
Használják az időutazás kifejezést arra is, hogy a jövőbe (tehát időben előre) látszólag rövidebb idő alatt lehet eljutni. Erre az általános relativitáselmélet alapján, fénysebesség közeli sebesség elérése esetén van lehetőség. Ebben az esetben a nagy sebességgel haladó űrhajóban lévő iker lassabban öregszik, mint a Földön maradt ikertestvére.

#### Információ a semmiből
Gyakran előforduló téma a sci-fi irodalomban, hogy egy fiatal feltalálót, aki az időgép megépítésén dolgozik, de elakad munkájában, felkeres egy idősebb, gazdag úr, és a megépítéshez szükséges pénz mellett átad egy addig hiányzó szerkezetet, anyagot vagy képletet, aminek a segítségével a gép végül is megépül. Később kiderül, hogy az idősebb úriember ő maga volt a jövőből, ahonnan a saját maga által épített időgéppel tért vissza éppen azért, hogy az időgép elkészülhessen.
Elvontabb formájában a jövőben valaki egy könyvtárban egy könyvből kimásol egy híres képletet, amit időgép segítségével megmutat egy múltbeli tudósnak, aki később erről a képletről válik híressé.
Mindkét esetben az a kérdés, hogy honnan származik az információ? A múltból nem származik, hiszen a jövőből adta át valaki, de a jövőből sem származhat, mert nem ott jött létre, hanem a múltban.

#### Anyagáthelyeződés vagy keletkezés
A jelenből a múltba irányuló utazás során több kérdés felvetődik az anyaggal kapcsolatban, ami részt vesz az utazásban és megérkezik a múltba: anyagáthelyeződés történik-e (tehát a jelenben létező anyag eltűnik és megjelenik a múltban), vagy keletkezés történik, aminek során a jelenben lévő anyag másolata jön létre? Tömeg keletkezése nem lehetetlen (beláthatatlan mennyiségű energiával rendelkezve), de felveti a kérdést, hogy mi történik a múltban abban a térfogatban lévő anyaggal. (Jó esetben ez belélegezhető levegő – az utazónak az úton való elindulás előtt érzékelnie kellene, hogy nem szilárd anyagba fog megérkezni).
A Terminátor filmekben ezt úgy oldották meg, hogy az időutazó számára egy, a semmiből előpattanó, majd mintegy két méteresre növekvő energiaburok kiszorítja az érkezési hely anyagát, így az időutazó bizonyosan nem szilárd anyagba érkezik. Ha a filmekben felületes módon megvalósított gyors „előtűnés a semmiből” zajlik le, az a villámlásnál tapasztalható mennydörgéshez hasonló hanghatással jár (ami ugyancsak a levegő hirtelen kitágulásának és összenyomódásának következménye). Ha tömegáthelyeződés történik a jelenből a múltba, mi történik, ha a múltban a tömeg megsemmisül (a személy meghal)? A jelen már az utazás kezdetén gyökeresen megváltozik, hiszen a szóban forgó anyag (vagy személy) nyomtalanul eltűnik.
Érdekes kérdés, hogy időutazás esetén mi történne, ha ugyanaz az anyag, egy tárgy önmagával találkozna a múltban, vagy a jövőben.
Bizonyos szépirodalmi művek ezeket a kérdéseket úgy igyekszenek kiküszöbölni, hogy klasszikus értelemben vett anyag áthelyeződése nem zajlik le, az utazónak csupán egyfajta kivetített hologramja, szellemképe jelenik meg a múltban, vagy az általa küldött másfajta kép, írás tűnik fel a múlt valamely szereplője előtt. Így az utazó testileg beavatkozni nem tud a múltba, bár bizonyos információk átadásával az események sora megváltoztatható, ami visszahat a jelenre.

#### Az érkezési hely meghatározása
Feltételezve, hogy egy időutazás végén ugyanarra a térbeli pontra érkezik az utazó, mint ahonnan az időgéppel elindult, a Föld tengely körüli forgása, Nap körüli mozgása, a Nap a Galaxisban történő mozgása miatt már egy pár másodperces időutazásnál is más az érkezési hely, mint az indulás helye a múltban, vagy a jövőben. Egyrészt maximális pontossággal meg kéne határozni, hogy az adott múlt- vagy jövőbéli időpillanatban hol tartózkodik az időutazás kiindulási pontja, másrészt ennek megfelelően az időutazás mellé térbeli utazásra is szükség van, tehát egy gyakorlatban is működő időgépnek nemcsak az időt, hanem a térbeli távolságot is le kell győznie, utóbbit méteres pontossággal.
A legkisebb tévedés esetén is az időutazó valószínűleg a világűr egy másik pontjára érkezik, távol a kiindulási helytől. Egy hosszabb, akár száz éves időutazásnál már olyan mennyiségű a változó és a bizonytalansági tényező, hogy az érkezést pontosan az indulás helyével azonosra kiszámítani gyakorlatilag lehetetlen, ennyi idő alatt a Naprendszer már csillagászati értelemben is távolra kerül a kiindulási helytől.

### Megoldások a paradoxonokra

#### Időparadoxon
Stephen Hawking elméleti fizikus feltételezése szerint egyetlen idővonal létezik, emiatt az időutazó nem képes megváltoztatni a már megtörtént múltat, így nem jöhet létre paradoxon.

#### Ikerparadoxon
Itt nem a klasszikus, múltba történő időutazás történik. A paradoxont az adja, hogy az ikerpár két tagja a jövőben egymástól eltérő korú lesz, mert egyikük fénysebességhez közelítő sebességű utazáson vesz részt, és számára lassabban telik az idő, ezért fiatalabb marad. Az időbeni visszautazásra nincs mód.

#### Multiverzum-elmélet
Az időutazás logikai ellentmondásait (pl. időparadoxon) oldja fel a multiverzum-elmélet. E szerint végtelen számú párhuzamosan létező, egymástól különböző, ám összefüggő világegyetem létezik. Ekkor az időutazás nem más, mint két – eseményeiben független – világegyetem közötti ugrás, tehát logikai kötöttségek nem állnak fenn. Az alternatív valóságokat néha „más dimenziónak” is nevezik. Először William James pszichológus írta le, majd Michael Moorcock író népszerűsítette.  A multiverzum elmélet gyenge pontja a végtelen számú alternatív valóság, amelyekről végtelen ütemben válnak le az újabb alternatív valóságok.

## Időgépek az elméleti fizikában

### Félvégtelen henger
Az első, fizikai elméleten alapuló időgép ötletét Willem Jacob van Stockum vetette fel 1935-ben. Ha egy félvégtelen (anyagban véges) hosszú hengert legalább fél fénysebességgel forgatunk a hossztengelye körül, és valami ezt a hengert valamilyen irányban megkerüli, akkor bizonyos pályákon az visszajut a múltba. (A jelenleg rendelkezésünkre álló technika nem teszi lehetővé ilyen henger építését.)
A 20. században két fő kérdéssel léptek fel az elmélet megalkotója ellen. Nevezetesen azzal, hogy „hogyan készítünk félvégtelen hosszú hengert?” és azzal, „miképp forgatjuk fél fénysebességgel?”.
Van Stockum azt nyilatkozta, hogy ha 1935-ben a brit ipar nem tud félvégtelen hosszú hengert előállítani, akkor majd a jövőben nyílik erre lehetőség. Véleménye szerint, ha a henger nem félvégtelen hosszú, hanem csak nagyon hosszú, akkor az egyenletek csak akkor tudnak ismét érvényesülni, ha nem a fénysebesség felével forgatjuk a hengert, hanem arányosan nagyobb sebességgel.
Elméletét kiegészítette azzal, hogy amennyiben nem áll rendelkezésünkre egzotikus anyag a henger megépítéséhez, abban az esetben szükséges és elégséges feltétele a működésnek az, hogy a henger hossza félvégtelen legyen. Leírta, hogy ha a technika lehetővé tenné ilyen anyag használatát, akkor a henger két végét kellene vele lezárni ahhoz, hogy működni tudjon, és hogy ne kelljen félvégtelen hosszút építeni. Mivel ilyen anyag az akkori technika segítségével nem volt előállítható (és napjainkban sem), ezért ő rögtön félvégtelen hosszra írta fel az egyenleteit, ugyanis ekkor nem szükséges és elégséges feltétele a működésnek az, hogy egzotikus anyagból legyen készítve a henger két vége.

### Gyűrű alakú fekete lyuk
1962-ben nagy áttörést hozott Roy Kerr fizikus. Sikerült megoldania a gravitációs egyenleteket forgó fekete lyukra. Van Stockum ekkor elméletét továbbfejlesztette. A hengert kiváltotta egy forgó fekete lyuk gyűrűje, ahol már nem volt probléma az, hogy végtelen-e a gyűrű hossza vagy sem, mivel önmagába záródik, tehát véges darab. Ezt a gyűrűt bizonyos irányban megkerülve, időben visszajuthatunk a múltba.
A Van Stockum-féle hengernek és a forgó fekete lyuk gyűrűjének közös tulajdonsága, hogy úgy adnak időutazásra lehetőséget, hogy körülöttük a téridő végtelenül görbül.

### Különleges lézerfény
2001-es publikációjában Ronald Mallett, az amerikai Connecticut Egyetem elméleti fizika professzora leírta, ha elég nagy energiájú vagy eléggé lelassított („hideg, sűrű, nehéz”) lézerfényt gyűrűvé alakítunk, akkor ennek jelentős hatása lehet a téridőre. Nemcsak a tér, de az idő is meggörbülhet a gyűrűben, sőt tér és idő „helyet cserélhetnek”. Egy ilyen időgépen belüli intenzív fénygyűrűben az idő csapdába kerül, s időhurok alakul ki. Ekkor a bent lévő személy számára az a furcsa jelenség lép fel, hogy amit kívülről időnek érzékelt, azt most térnek érzékeli, így mozoghat benne. 

### Féregjárat
Kip Thorne elméleti fizikus szerint egyes féregjáratok két olyan tartományt is összeköthetnek, amelyek különböző időben léteznek. Így ezek a féregjáratok képesek a jelen és a múlt összekötésére is. Thorne megkülönböztetésül ezeket „átjárható féregjárat”-nak nevezte. Ezeken a féregjáratokon a maximális gravitáció nem haladja meg az 1 g-t. A Thorne-féle féregjárat folyamatosan nyitva van, amin évmilliók helyett belátható időn belül át lehet haladni. Thorne megjegyzi, hogy itt nem jelentkezik a filmekből ismert időparadoxon.

#### A „hagyományos” féregjárat
A „hagyományos” féregjárat felhasználása több problémával jár, ezért a legtöbb fizikus elveti az alkalmazását:
- a féregjárat önmagában instabil, kis zavaró hatásra összeomolhat,
- a féregjáraton fénysebességnél nagyobb sebességgel kellene áthaladni,
- az idő a féregjáratban lelassul, a középpontjában leáll.

## Az időutazás lehetetlen?
A hongkongi HKUST egyetem munkatársai egyetlen foton tanulmányozásával cáfolták, hogy a szuperluminális hatások gyorsabbak lennének magánál a fénynél, ezáltal megerősítették, hogy a fotonok szerkezetéből adódó időutazás nem lehetséges.

## Időutazás a kultúrában
E téma divatos a sci-fi irodalomban, filmekben és más műfajokban is előfordul, számos történet alapszik ezen az ötleten. 
A történetek kiindulópontja sokféle lehet:
- Álom vagy kábulat; valamilyen anyag lenyelése, belégzése
- Ismeretlen sugárzás
- Idegen vagy a távoli jövőben létező civilizáció manipulálja az időt.
- Idővihar, vagy időtörés - az idő szerkezetében lévő zavar, mely révén a főhős akaratlanul vagy kíváncsiságától vezérelve saját világának egy másik idejében találja magát.
- Ismeretlen eredetű vagy varázslattal létrehozott időkapu ad lehetőséget az utazásra.
- Időgép használata. A tudatos utazás eszköze. Az ötlet első ízben H. G. Wells 1895-ben megjelent művében fogalmazódott meg.

### Időutazást feldolgozó művek

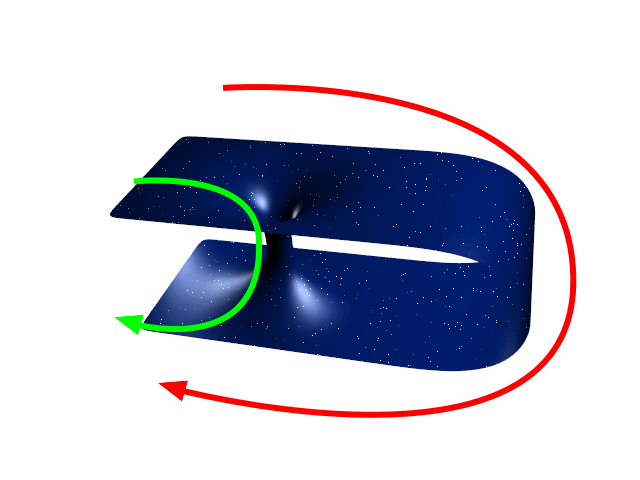
Féreglyuk szemléltetése, ami a téridőben lévő nagy távolságok áthidalását teszi lehetővé
(a piros nyíl a hagyományos téridőben való hosszabb utat szemlélteti, a zöld a féreglyukon át a rövidebbet)

#### Filmművészet, televízió
- Ki vagy, Doki? (Doctor Who) - sorozat (BBC, 1963–1989, 1996, 2005–)
- Vissza a jövőbe trilógia (1985; 1989; 1990)
- Az időgép (1960)
- A majmok bolygója (1968)
- A végső visszaszámlálás (sci-fi kalandfilm, 1980)
- Valahol, valamikor (romantikus sci-fi, 1980)
- Az idő urai (rajzfilm, 1982)
- Terminátor (1984)
- Star Trek IV: A hazatérés (1986)
- Millenium (1989)
- Időzsaru (1994)
- Langolierek – Az idő fogságában (1995)
- Star Trek: Kapcsolatfelvétel (1996)
- Idővonal (2003)
- Csillagkapu (televíziós sorozat) (1997- )
- Az időgép (2002)
- Donnie Darko (2001)
- Mennydörgő robaj (2005)
- Az időutazó felesége (2009)
- Csillagkapu: Atlantisz (2004- )
- Stargate Universe
- Harry Potter és az azkabani fogoly (film) (2004)
- Pillangó-hatás (film, 2004)
- Retrográd (film, 2004)
- Lost – Eltűntek - sorozat (ABC 2005–2010)
- Az utazó (televíziós sorozat) (2007)
- Időbűnök (spanyol film, 2007)
- A rejtély filmsorozat (2008)
- Star Trek (film, 2009)
- Paradox (televíziós sorozat) (2009)
- Kerstin Gier - Rubinvörös (2009)
- Terra Nova – Az új világ filmsorozat (2011)
- Men in Black – Sötét zsaruk 3. ( 2012)
- Looper – A jövő gyilkosa (2012)
- A jövőből jött lány (sorozat, 1993)
- Az időutazás nagy kérdései (2009)
- Gagyi lovag (2001)
- Oké Néró (olasz vígjáték)
- Időbanditák (a legfelsőbb lény lyukakat hagyott az időben, ezeken utaznak az időbanditák, társuk egy kisfiú) (A Monty Python csapat készítette)
- Boldog halálnapot! (2017)
- Csillagok között (2014)
- Flash – A Villám (sorozat 2014-)
- Időhurok (film, 2014)
- Az Almanach project (2015) (lendületes időgépes film, érdekes megoldással a végén, a filmben sokat bütykölik a időgépet)
- Dark (sorozat, 2017-)
- Időutazók (televíziós sorozat) (2016-2018)
- Bosszúállók Végjáték (2019)